# 瓦里維德基
49°59′18″N 26°19′48″E / 49.98833°N 26.33000°E
瓦里維德基（烏克蘭語：Варивідки），是烏克蘭西部的村莊，隸屬赫梅利尼茨基州的舍佩蒂夫卡區。該村始建於1442年，面積0.14平方公里，2001年人口305，人口密度每平方公里2,163.1人。